# Apața
Apața é uma comuna romena localizada no distrito de Brașov, na região histórica da Transilvânia. A comuna possui uma área de 54.16 km² e sua população era de 3168 habitantes segundo o censo de 2007.